# Exyston aculeolatus
Exyston aculeolatus là một loài tò vò trong họ Ichneumonidae.